# Hermanus van Wyk

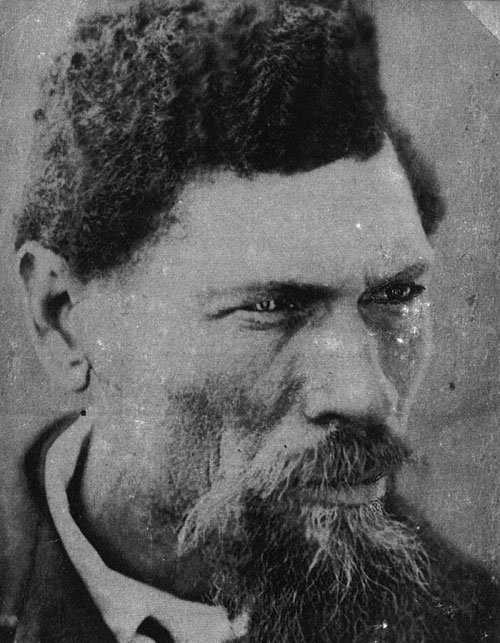
Hermanus van Wyk

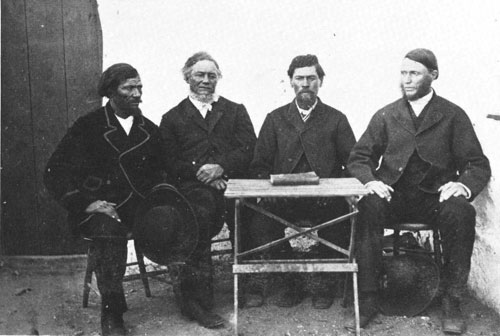
Hermanus van Wyk (2. v. r.) im Basterrat (1872)

Hermanus van Wyk (* 1835 in der Umgebung von Fraserburg, Kapkolonie; † 1905 in Rehoboth, Deutsch-Südwestafrika) war ab 1868 der erste Kaptein der Rehoboth Baster.
Unter seiner Führung wanderte das Mischlingsvolk vom Nordkap in der Kapkolonie (heute Südafrika) gen Norden bis etwa 90 Kilometer südlich von Windhoek, der Hauptstadt des heutigen Namibia. Sie wollten dem Rassismus in ihrer ursprünglichen Heimat entkommen. Bis 1870 siedelten die ersten 30 Familien auf Land um das heutige Rehoboth um, das Kaptein van Wyk von lokalen traditionellen Führer erworben hatte. 
Schon ab 1872 brachte dieser die Unabhängigkeit des Rehoboth Gebiet zum Ausdruck. Van Wyk verhandelte schon früh mit den deutschen Kolonialherren einen Schutzvertrag aus. In Zusammenhang mit diesem kämpften Baster an der Seite der Schutztruppe für Deutsch-Südwestafrika auch gegen die Nama und Herero.
Sein Nachfolger als Kaptein wurde sein Sohn Cornelius van Wyk.